# Play the Game
Play the Game – ballada rockowa brytyjskiej grupy Queen, którą napisał wokalista formacji – Freddie Mercury. Jest to utwór otwierający ich album The Game (1980). Użyto w nim syntezatora Oberheim, czego wcześniej grupa unikała. Utwór był grany na koncertach w latach 1980-1982. Piosenka wydana została na singlu, a jego okładka jest pierwszą, na której Freddie Mercury ma wąsy.
Teledysk jest jednym z nielicznych, w którym gitarzysta zespołu Brian May nie używa Red Special, tylko taniej kopii gitary Fender Stratocaster, w obawie przed uszkodzeniem własnego instrumentu (w pewnym momencie Mercury wyrywa z rąk Maya gitarę i „odrzuca” ją po chwili z powrotem).
Na stronie B singla umieszczono utwór „A Human Body”.